# Montgó-Cap de Sant Antoni
Montgó-Cap de Sant Antoni este o arie protejată (arie de protecție specială avifaunistică — SPA) din Spania întinsă pe o suprafață de 3.009,56 ha, integral pe uscat.

## Localizare
Centrul sitului Montgó-Cap de Sant Antoni este situat la coordonatele 38°49′21″N 0°10′09″E / 38.8225°N 0.1692°E.

## Înființare
Situl Montgó-Cap de Sant Antoni a fost declarat arie de protecție specială avifaunistică în iunie 2009 pentru a proteja 1 specie de plante și 25 de specii de animale.

## Biodiversitate
Situată în ecoregiunile marină mediteraneană și mediteraneană, aria protejată conține 12 habitate naturale: Peșteri marine scufundate complet sau parțial, Tufărișuri termo-mediteraneene și de pre-deșert, Pseudostepă cu ierburi și specii anuale de Thero-Brachypodietea, Formațiuni stabile xerotermofile de Buxus sempervirens pe pante stâncoase (Berberidion p.p.), Pante stâncoase calcaroase cu vegetație casmofită, Grohotișuri termofile și vest-mediteraneene, Stepe sărăturate mediteraneene (Limonietalia), Pajiști carstice calcaroase sau bazofile, de Alysso-Sedion albi, Straturi cu Posidonia (Posidonion oceanicae), Faleze cu vegetație de Limonium spp. endemic de pe coastele mediteraneene, Bancuri de nisip acoperite în permanență slab de apă marină, Peșteri inaccesibile publicului.
La baza desemnării sitului se află mai multe specii protejate:
- plante (1): Silene hifacensis
- păsări (18): pescăruș albastru (Alcedo atthis), buha (Bubo bubo), ciocârlie-cu-degete-scurte (Calandrella brachydactyla), șerpar (Circaetus gallicus), dumbrăveancă (Coracias garrulus), șoim călător (Falco peregrinus), Galerida theklae, Hieraaetus fasciatus, Hydrobates pelagicus, Larus audouinii, ciocârlie de pădure (Lullula arborea), Oenanthe leucura, Phalacrocorax aristotelis, Puffinus puffinus mauretanicus, Puffinus yelkouan, Pyrrhocorax pyrrhocorax, turturică (Streptopelia turtur), silvie de tufiș (Sylvia undata)
- mamifere (7): liliac cu aripi lungi (Miniopterus schreibersii), liliac cu urechi de șoarece (Myotis blythii), liliac cu picioare lungi (Myotis capaccinii), liliac comun (Myotis myotis), liliacul mediteranean cu potcoavă (Rhinolophus euryale), liliacul mare cu potcoavă (Rhinolophus ferrumequinum), liliacul mic cu potcoavă (Rhinolophus hipposideros)

Pe lângă speciile protejate, pe teritoriul sitului au mai fost identificate 8 specii de plante.